# Oenothera nana
Oenothera nana är en dunörtsväxtart som beskrevs av August Heinrich Rudolf Grisebach.
Oenothera nana ingår i släktet nattljus och familjen dunörtsväxter. Inga underarter finns listade i Catalogue of Life.